# فاسيلي يوريافيتش غولوبيف
فاسيلي يوريافيتش غولوبيف (بالروسية: Василий Юрьевич Голубев)‏ (ولد عام 1957) هو محافظ روستوف أوبلاست الروسية منذ تاريخ 14 يونيو 2010. 

## الحياة والعمل
كان غولوبيف عضوًا في الحزب الشيوعي للاتحاد السوفيتي وسياسيًا في العاصمة موسكو. حل محل المحافظ لعدة أسابيع بشكل مؤقت.